# Trabalho de conclusão de curso
Trabalho de conclusão de curso, trabalho de graduação interdisciplinar, trabalho final de graduação, projeto de formatura, projeto experimental ou monografia de curso, com suas respectivas siglas, é um tipo de trabalho acadêmico no meio educacional brasileiro amplamente utilizado em cursos técnicos e superiores, como forma de efetuar uma avaliação final dos estudantes, que contemple a diversidade dos aspectos de sua formação educacional.

## Introdução
Em muitas instituições, o TCC é encarado como critério final de avaliação do aluno: em caso de reprovação, o aluno estará impedido de obter o diploma e consequentemente exercer a respectiva profissão até que seja aprovado.
O escopo e o formato do TCC (assim como sua própria nomenclatura) variam entre os diversos cursos e entre diferentes instituições, mas na estrutura curricular brasileira ela possui papel de destaque: em cursos ligados às ciências, normalmente é um trabalho que envolve pesquisa experimental, em cursos de caráter profissional, normalmente envolve: pesquisa bibliográfica e/ou empírica, a execução em si e uma apresentação de um projeto perante uma banca examinadora entre 3 e 5 professores (não necessariamente com Mestre /ou Doutor).
A banca examinadora formada para tal propósito não cria nenhuma expectativa de originalidade. Portanto, pode ser uma compilação (e não cópia) de outros ensaios com uma finalidade, um fio condutor, ou algo que forneça um roteiro, uma continuidade.
Segundo o Ministério da Educação (MEC), a Monografia/Trabalho de Conclusão de Curso se insere no eixo dos conteúdos curriculares opcionais, cuja adequação aos currículos e aos cursos fica a cargo de cada instituição.

## Escolha do tema
Professores orientadores recomendam aos alunos que o tema escolhido seja um assunto com o qual o aluno possua afinidade. Ele vai passar talvez seis meses ou mais escrevendo sobre um determinado assunto. Se não for um assunto cativante, de que goste verdadeiramente, o processo tende a ser muito mais difícil para o aluno, que precisará conviver com ele todo esse tempo.
O tema deve ser procurado através de perguntas. Uma grande dúvida deve ser o início de um trabalho acadêmico. Algo que não foi respondido ainda. Preferencialmente alguma área do curso escolhido que ainda tenha algo escondido dos cientistas.
Recomenda-se que o tema escolhido atenda a três premissas básicas :
- Que seja um tema do qual o aluno goste muito: o processo de desenvolvimento do TCC tende a ser muito mais prazeroso caso se escolha um assunto de que goste, pelo fato de que será necessário conviver com ele por meses;
- Que seja um tema para qual exista material de pesquisa suficiente: um TCC precisa, invariavelmente, conter uma base teórica em sua elaboração, e, para esta base, é necessário citar autores confiáveis que falem sobre o assunto. Um tema que tenha material dessa natureza escasso tende a ser mais trabalhoso e de menor qualidade;
- Que seja um tema relevante para a área do conhecimento à qual faz parte: um TCC que não agregue valor à área do conhecimento de que faz parte torna-se irrelevante e facilmente esquecido. É importante que o tema escolhido tenha potencial de acrescentar valor à comunidade acadêmica e profissional da sua área.

Atendidas as premissas básicas para a composição de um bom tema, é recomendável que o assunto não seja muito amplo, que seja específico, focado em um assunto único e que não abra margem para uma infinidade de tópicos variados. É característica de um conteúdo científico a especificidade.

## Tipos de TCC
Estes são alguns tipos de trabalhos de conclusão de curso:
- Monografia
- Estudo de caso
- Revisão da bibliografia
- Pesquisa de recepção
- Projeto arquitetônico e/ou urbanístico
- Plano de negócio
- Paper
- Projeto experimental

## Formatação do TCC

### Formatação no Brasil (Normas ABNT)
No Brasil, em geral, as instituições de ensino solicitam as teses acadêmicas dentro das normas ABNT. Estas normas são muito faladas mas pouco conhecidas. Elas podem ser consultadas nas bibliotecas das escolas. Possuem avisos de copyright, mas, como a lei brasileira de direitos autorais não cobre regras e regulamentos, podem ser copiadas livremente, apesar dos avisos.
As normas ABNT que se referem a trabalhos acadêmicos são estas:
- NBR 14724:2005 - Informação e Documentação - Trabalhos acadêmicos - Apresentação. Trata da estrutura de monografias e TCCs.
- NBR 10520:2002 - Informação e Documentação - Citações em documentos - Apresentação. Trata de como organizar as citações dentro da monografia.
- NBR 6027:2002 - Sumários. Trata da formatação dos sumários.
- NBR 6023:2002 - Informação e Documentação - Referências - Elaboração. Trata de como organizar a informação das referências bibliográficas
- NBR 6028:2003 - Resumos. Trata de como fazer resumos.
- NBR 6024:2002 - Numeração progressiva das seções de um documento. Trata de como fazer a numeração de tópicos da monografia.
- NBR 5892:1989 - Normas para datar.

A norma que não se aplica a trabalhos acadêmicos é esta:
- NBR 12256:1992 Apresentação de originais. Trata da formatação de originais para impressão, não para trabalhos acadêmicos.